# Aricia bellieroides
Aricia bellieroides är en fjärilsart som beskrevs av Ruggero Verity 1927. Aricia bellieroides ingår i släktet Aricia och familjen juvelvingar. Inga underarter finns listade i Catalogue of Life.